# Power Slap
Power Slap es una empresa estadounidense de promoción de luchas de bofetadas propiedad del presidente de Ultimate Fighting Championship (UFC), Dana White.
Power Slap ganó notoriedad por primera vez al producir un reality show de televisión titulado Power Slap: Road to the Title, transmitido originalmente por la cadena TBS en los Estados Unidos y por Rumble a nivel internacional. Los concursantes del programa se abofetearon entre sí para ganar el torneo «Power Slap League». La primera temporada del programa consistió en ocho episodios pregrabados y fue seguida por el evento en vivo Power Slap 1, que se transmitió exclusivamente en Rumble.
El programa fue producido ejecutivo por el propietario de Power Slap, Dana White. El programa debía estrenarse el 11 de enero de 2023, pero se retrasó una semana después de que se filmara a Dana abofeteando a su esposa en un club nocturno mexicano en una fiesta de Nochevieja.
El programa, considerado el programa principal del deporte de combate de bofetadas, tuvo índices de audiencia significativamente más bajos que su programación inicial de lucha libre profesional, AEW Dynamite, atrayendo constantemente alrededor de 250.000 espectadores en comparación con el casi millón de espectadores Dynamite. El 13 de marzo de 2023, Warner Bros., los representantes de Discovery y TBS confirmaron a los medios de comunicación que la cadena ya no transmitiría Power Slap: Road to the Title después del final de la primera temporada, que se había emitido la semana anterior, en parte debido a sus bajos índices de audiencia. Después de la cancelación de Road to the Title parte de TBS, Dana confirmó que Power Slap continuaría realizando eventos y produciendo contenido para Rumble.

## Normas
Power Slap, que ha sido autorizado por la Comisión Atlética del Estado de Nevada, utiliza reglas similares a las establecidas por otras ligas de lucha de bofetadas. Después de lanzar una moneda para decidir quién va primero, el primer delantero tiene un límite de tiempo de 60 segundos para asestar una bofetada con la mano abierta al oponente. Las bofetadas deben ser debajo del ojo, pero arriba del mentón, sin avanzar con la palma, de manera que todo el contacto entre la mano y la cara se produzca al mismo tiempo. Quienes reciben una bofetada no pueden inmutarse, levantar el hombro ni doblar la barbilla. Después de ser abofeteado, el competidor abofeteado tiene 60 segundos para recuperarse y volver a su posición antes de que sea su turno de abofetear. Las peleas que no terminan en un nocaut y duran tres asaltos van a decisión de los jueces, utilizando un sistema de 10 puntos con evaluación basada en la efectividad de los golpeadores, así como en la reacción y el tiempo de recuperación de los receptores de las bofetadas.
Los luchadores están separados en diferentes divisiones de peso y género, similar a otros deportes de combate.

## Críticas y riesgos para la salud.
Tras su emisión inicial, Power Slap: Road to the Title generó controversia sobre la salud de los participantes y el peligro inherente del nuevo deporte. El neurocientífico, investigador de la encefalopatía traumática crónica y exluchador profesional Christopher Nowinski observó a uno de los participantes del programa mostrando la respuesta de esgrima después de ser golpeado, lo que indica una lesión cerebral grave. El neurólogo griego Nikolas Evangelou calificó el programa como una «receta para el desastre» debido a que «el impacto en la cabeza, desde un ángulo, puede causar fuerzas de rotación en el cerebro», lo que lleva a «una alteración, con suerte, temporal, pero a veces permanente, de la función cerebral». «Complicaciones aun más graves». Muchos atletas de deportes de combate también reaccionaron negativamente al programa. El boxeador y campeón del CMB, Ryan García, afirmó: «La bofetada de poder es una idea horrible y hay que detenerla». El luchador de UFC Sean O'Malley declaró que se negó a ver Power Slap: Road to the Title debido a su asociación con lesiones cerebrales.
En respuesta a las críticas, los productores del programa dijeron: «Gastamos el dinero para asegurarnos de tener dos personas sanas allí y atención médica adecuada durante y después de la pelea. Estas son las cosas sobre las que necesitamos educar a la gente, tal como necesitábamos educar a la gente sobre las artes marciales mixtas.». En una entrevista antes de que se emitiera el programa, White dijo: «En Slap, reciben de tres a cinco bofetadas por evento. Los luchadores de boxeo reciben entre 300 y 400 golpes por pelea. Y adivina qué: ¿sabes cuál es mi respuesta a esa [crítica a las peleas con bofetadas]? Si no te gusta, ¡no lo veas! Nadie te está pidiendo que veas esto. Oh, ¿estás disgustado por eso? Mira La Voz». 
El 16 de febrero de 2023, Bill Pascrell, congresista de Nueva Jersey, y Don Bacon, congresista de Nebraska, anunciaron que iban a iniciar una investigación en el Congreso sobre la ética de Power Slap. Ese mismo mes, uno de los principales expertos del mundo en encefalopatía traumática crónica, el Dr. Bennet Omalu, pidió que se eliminaran de la televisión los programas de lucha con bofetadas. Omalu declaró: «Es un [deporte] muy tonto, muy estúpido e inseguro. Es primitivo. Para mí, un deporte así es incompatible con la inteligencia humana. Es posible que un participante muera a causa de esto. Alguien podría morir o sufrir un daño cerebral catastrófico y convertirse en vegetal. ¿Cómo puede él [Dana White] hacer esa declaración? Es como decir que harás que un arma cargada sea segura […] ¿Por qué TBS muestra un deporte tan primitivo? No debería estar en la televisión».

## Lista de eventos
| # | Evento       | Fecha                 | Evento    | Ubicación                          |
| - | ------------ | --------------------- | --------- | ---------------------------------- |
| 1 | Power Slap 1 | 11 de marzo de 2023   | Ápice UFC | Empresa, Nevada, Estados Unidos    |
| 2 | Power Slap 2 | 24 de mayo de 2023    | Ápice UFC | Enterprise, Nevada, Estados Unidos |
| 3 | Power Slap 3 | 7 de julio de 2023    | Ápice UFC | Empresa, Nevada, Estados Unidos    |
| 4 | Power Slap 4 | 9 de agosto de 2023   | Ápice UFC | Empresa, Nevada, Estados Unidos    |
| 5 | Power Slap 5 | 25 de octubre de 2023 | Ápice UFC | Enterprise, Nevada, Estados Unidos |

## Campeones actuales
| División        | Límite de peso superior | Campeón actual  | Desde               | Defensas |
| --------------- | ----------------------- | --------------- | ------------------- | -------- |
| De peso pesado  | 265 lb (120 kg)         | Damien Dibbell  | 24 de mayo de 2023  | 0        |
| Peso semipesado | 205 lb (93 kg)          | Ron Bata        | 7 de julio de 2023  | 0        |
| Peso medio      | 185 lb (84 kg)          | Juan Davis      | 11 de marzo de 2023 | 1        |
| peso welter     | 170 lb (77 kg)          | Cristóbal Tomás | 11 de marzo de 2023 | 0        |

## Historia del campeonato

### Campeonato de peso pesado
Límite de peso: 265 libras
| N.º | Nombre                                                       | Evento                          | Fecha               | Defensas |
| --- | ------------------------------------------------------------ | ------------------------------- | ------------------- | -------- |
| 1   | Ron "Wolverine" Bata def. Darius "The Destroyer" Mata-Varona | Power Slap 1 Enterprise, Nevada | 11 de marzo de 2023 |          |
| 2   | Damien "La Campana" Dibbell                                  | Power Slap 2 Enterprise, Nevada | 24 de mayo de 2023  |          |

### Campeonato de peso semipesado
Límite de peso: 205 libras
| N.º | Nombre                                                   | Evento                          | Fecha               | Defensas                                                             |
| --- | -------------------------------------------------------- | ------------------------------- | ------------------- | -------------------------------------------------------------------- |
| 1   | Ayjay "Estático" Hintz def. Vernon "The Mechanic" Cathey | Power Slap 1 Enterprise, Nevada | 11 de marzo de 2023 | 1. def. Russel "Kainoa" Rivero en Power Slap 2 el 24 de mayo de 2023 |
| 2   | Ron "Wolverine" Bata                                     | Power Slap 3 Enterprise, Nevada | 7 de julio de 2023  |                                                                      |

### Campeonato de peso mediano
Límite de peso: 185 libras
| N.º | Nombre                                                  | Evento                          | Fecha               | Defensas                                                                   |
| --- | ------------------------------------------------------- | ------------------------------- | ------------------- | -------------------------------------------------------------------------- |
| 1   | John "La Máquina" Davis def. Azael "El Perro" Rodriguez | Power Slap 1 Enterprise, Nevada | 11 de marzo de 2023 | 1. def. Wesley "All the Smoke" Drain en Power Slap 2 el 24 de mayo de 2023 |

### Campeonato de peso welter
Límite de peso: 170 libras
| N.º | Nombre                                               | Evento                          | Fecha               |
| --- | ---------------------------------------------------- | ------------------------------- | ------------------- |
| 1   | Christapher “KO Chris” Thomas def. Jesus Gaspar Diaz | Power Slap 1 Enterprise, Nevada | 11 de marzo de 2023 |